# سباستین ماتیس
سباستین ماتیس (انگلیسی: Sebastián Matos؛ زادهٔ ۱۹ سپتامبر ۱۹۸۴) بازیکن فوتبال اهل آرژانتین است.